# Jet2.com
Jet2 Limited, também simplesmente conhecida como Jet2, é uma companhia aérea britânica de baixo custo que oferece voos regulares e charter do Reino Unido. Em 2019, era a terceira maior companhia aérea regular do Reino Unido, atrás apenas da EasyJet e da British Airways.

## Frota

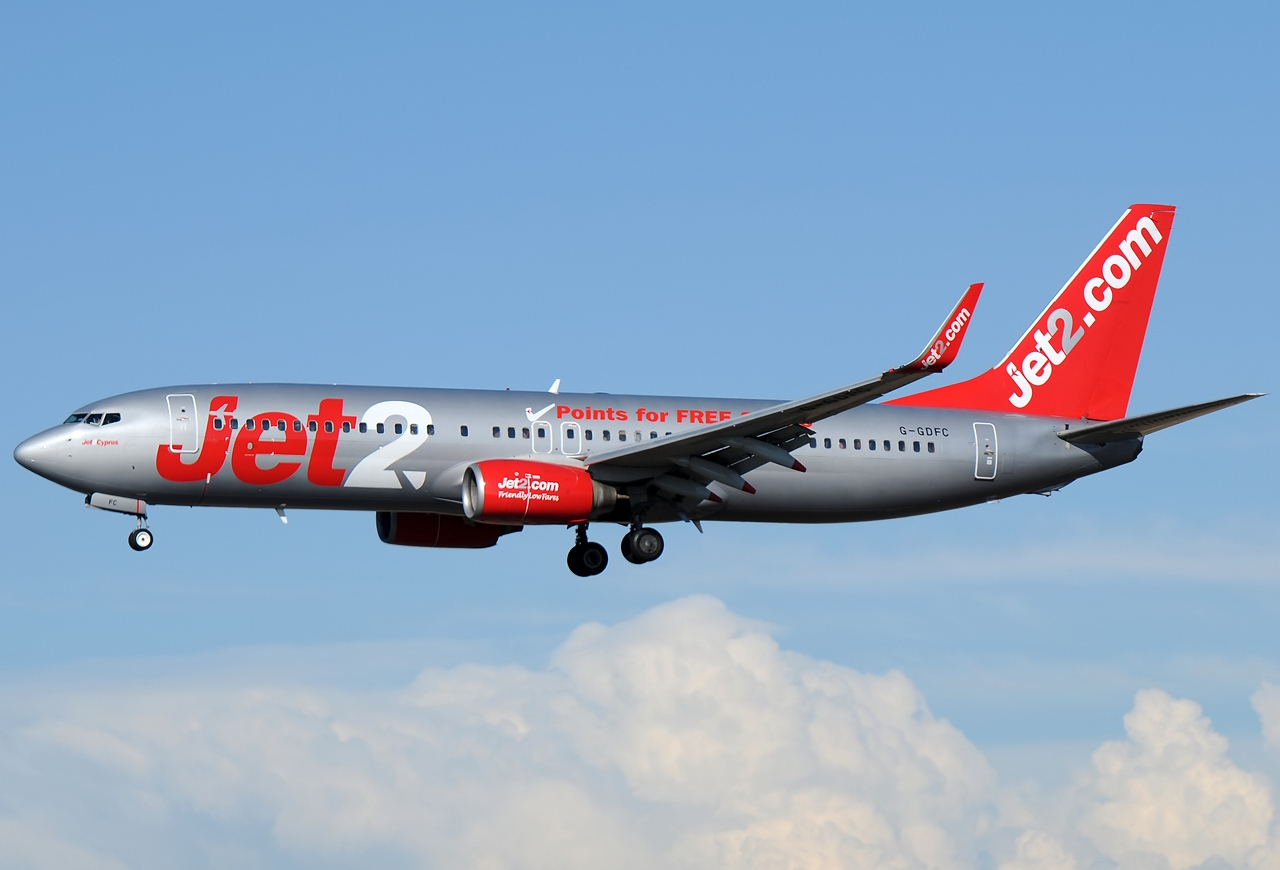
Um Boeing 737-800 da Jet2.com

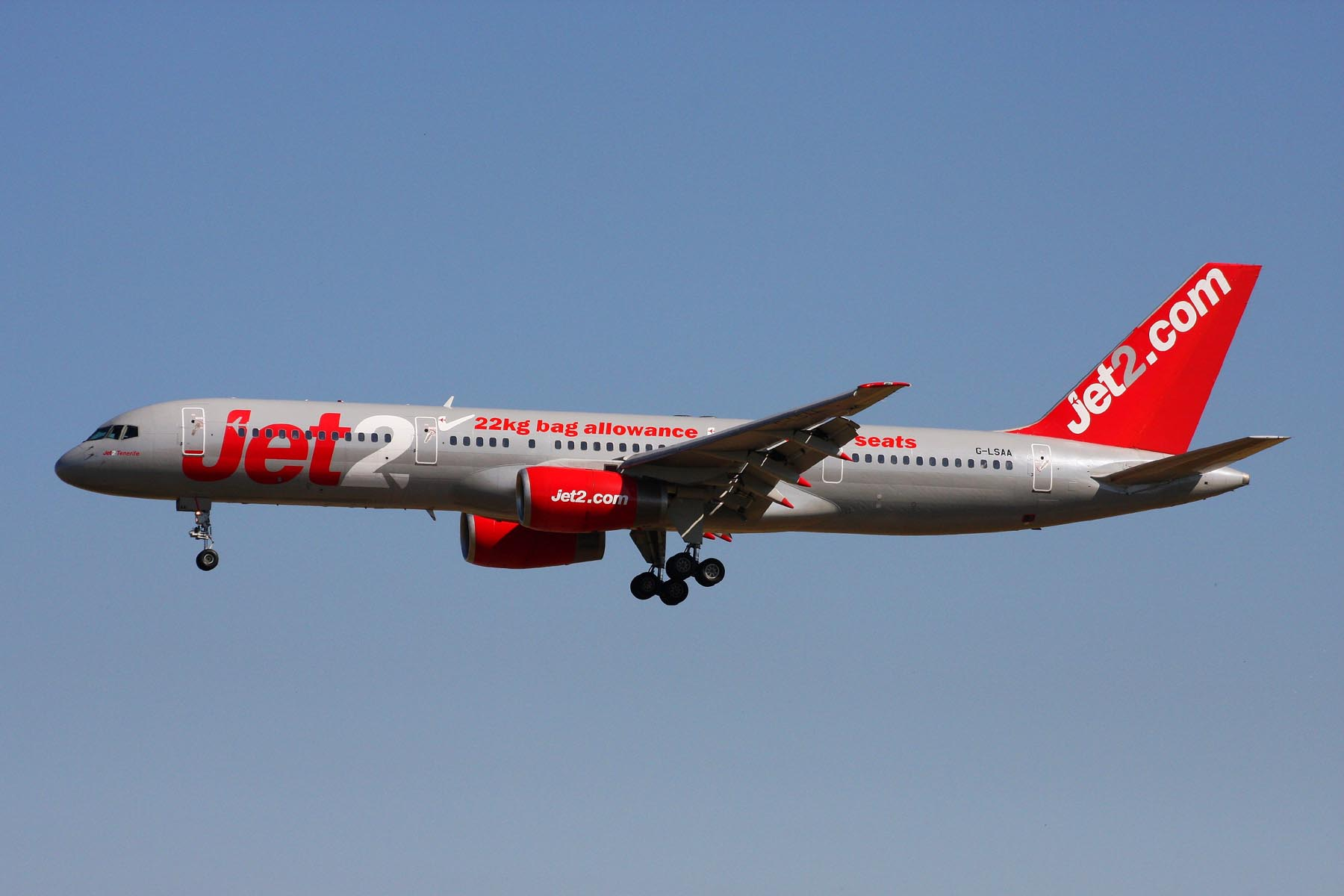
Um Boeing 757-200 da Jet2.com

A frota da Jet2.com consiste nas seguintes aeronaves:
| Aeronaves       | Em Serviço | Ordens | Passageiros | Notas |
| --------------- | ---------- | ------ | ----------- | ----- |
| Airbus A321-200 | 2          | 1      | 220         |       |
| Airbus A321neo  | –          | 51     | 232         |       |
| Boeing 737-300  | 7          | –      | 148         |       |
| Boeing 737-800  | 76         | –      | 189         |       |
| Boeing 757-200  | 8          | –      | 235         |       |
| Total           | 93         | 52     |             |       |